# Värmdö
Värmdö è un comune svedese di 38 240 abitanti, situato nella contea di Stoccolma. Il suo capoluogo è la città di Gustavsberg.

## Località
Nel territorio comunale sono comprese le seguenti aree urbane (tätort):
- Ängsvik
- Återvall
- Björnömalmen och Klacknäset
- Brunn
- Djurö
- Fågelvikshöjden
- Gustavsberg (capoluogo)
- Hemmesta
- Ingaröstrand
- Kopparmora
- Långvik
- Lugnet och Skälsmara
- Mörtnäs
- Norra Lagnö
- Skeppsdalsström
- Stavsnäs
- Strömma
- Torsby
- Värmdö-Evlinge